# UFC 188
UFC 188: Velasquez vs. Werdum — событие организации смешанных боевых искусств Ultimate Fighting Championship, которое прошло 13 июня 2015 года в Мехико Сити-Арене в мексиканской столице Мехико.

## Положение до турнира
Турнир возглавил поединок за титул бесспорного чемпиона UFC в тяжёлом весе между чемпионом Кейном Веласкесом и временным чемпионом Фабрисиу Вердумом. Первоначально их бой был запланирован на UFC 180, но Веласкес получил на тренировке травму колена правой ноги и вынужден был выбыть с турнира. Однако тогда Вердум не остался без соперника, и вместо Веласкеса ему пришлось сразиться за пояс временного чемпиона с новозеландцем Марком Хантом, которому он смог нанести поражение.
В рамках события состоялся поединок в лёгком весе между Джонни Кейсом и Франсиско Тревино, хотя изначально он должен был пройти на UFC Fight Night: McGregor vs. Siver, но тогда Тревино был заменён из-за травмы другим бойцом. У россиянина Альберта Туменова должна была состояться встреча с Эктором Урбиной, однако тот получил травму руки и вынужден был сняться. На замену Урбине планировалось выставить Эндрю Тодхантера, но затем ему запретили выйти по причине проблем со сгонкой веса, а бой был полностью отменён.

## Результаты
| Категория                            |                      |      |                   | Способ                                             | Раунд | Время |
| Основные бои                         |                      |      |                   |                                                    |       |       |
| Тяжёлый вес                          | Фабрисиу Вердум (вч) | поб. | Кейн Веласкес (ч) | Удушающий приём (гильотина)                        | 3     | 2:13  |
| Лёгкий вес                           | Эдди Альварес        | поб. | Гилберт Мелендес  | Раздельное решение (29-28, 28-29, 29-28)           | 3     | 5:00  |
| Средний вес                          | Келвин Гастелум      | поб. | Нейт Марквардт    | Технический нокаут (остановка по решению тренеров) | 2     | 5:00  |
| Полулёгкий вес                       | Яир Родригес         | поб. | Чарльз Роса       | Раздельное решение (28-29, 29-28, 29-28)           | 3     | 5:00  |
| Женский минимальный вес              | Тесия Торрес         | поб. | Анджела Хилл      | Единогласное решение (30-27, 30-27, 29-28)         | 3     | 5:00  |
| Предварительные бои (FX)             |                      |      |                   |                                                    |       |       |
| Наилегчайший вес                     | Генри Сехудо         | поб. | Чико Камус        | Единогласное решение (29-28, 30-27, 30-27)         | 3     | 5:00  |
| Лёгкий вес                           | Эфраин Эскудеро      | поб. | Дрю Добер         | Удушающий приём (гильотина со стойки)              | 1     | 0:54  |
| Легчайший вес                        | Патрик Уильямс       | поб. | Алехандро Перес   | Техническое удушение (гильотина со стойки)         | 1     | 0:23  |
| Лёгкий вес                           | Джонни Кейс          | поб. | Франсиско Тревино | Единогласное решение (30-27, 30-27, 30-27)         | 3     | 5:00  |
| Предварительные бои (UFC Fight Pass) |                      |      |                   |                                                    |       |       |
| Полусредний вес                      | Катал Пендред        | поб. | Аугусто Монтаньо  | Единогласное решение (29-28, 29-28, 29-28)         | 3     | 5:00  |
| Полулёгкий вес                       | Габриэль Бенитес     | поб. | Клэй Коллард      | Единогласное решение (30-27, 30-27, 30-27)         | 3     | 5:00  |

## Награды
Следующие бойцы получили бонусные выплаты в размере $50 000:
- Лучший бой вечера: Яир Родригес против Чарльза Росы

- Выступление вечера: Фабрисиу Вердум и Патрик Уильямс